# Голиці (округ Дунайська Стреда)
Голиці (словац. Holice (okres Dunajská Streda), угор. Gelle) — село, громада в окрузі Дунайська Стреда, Трнавський край, Словаччина. Кадастрова площа громади — 23,21 км². Населення — 2003 особи (за оцінкою на 31 грудня 2017 р.).
Перша згадка 1245 року.

## Географія
Протікає канал Войка-Крачани

## Населення
| Рік:            | 1994. | 2004.   | 2014.   | 2024.    |
| --------------- | ----- | ------- | ------- | -------- |
| Кількість осіб: | 1813  | 1825    | 1945    | 2143     |
| Різниця:        |       | +0,66 % | +6,57 % | +10,17 % |

| Рік:            | 2023. | 2024.   |
| --------------- | ----- | ------- |
| Кількість осіб: | 2155  | 2143    |
| Різниця:        |       | -0,55 % |